# Цонев, Борислав
Борислав Александров Цонев (болг. Борислав Александров Цонев; род. 29 апреля 1995, Благоевград) — болгарский футболист, полузащитник клуба «Далянь Профешнл». Выступал за сборную Болгарии.

## Клубная карьера
Родился в Благоевграде. Его брат-близнец Радослав Цонев тоже стал футболистом. Борислав начал заниматься футболом в местном клубе «Пирин (Благоевград)», а в 2009 году вместе с братом был приглашен в академию столичного «Левски».
27 мая 2011 дебютировал за первую команду «Левски» в матче группы «А» в возрасте 16 лет, заменив Владимира Гаджева в конце домашней игры с «Монтаной» (3:0) в последнем туре сезона 2010/11. 29 апреля 2013 года, когда ему исполнилось 18 лет, Борислав подписал свой первый профессиональный контракт с «Левски», рассчитанный на 3 сезона.
В сезоне 2013/14 Борислав начал чаще выходить на поле и 18 сентября 2013 забил свой первый гол за клуб в матче с «Пирином» (4:0) в Кубке Болгарии. Летом 2014 получил тяжелую травму — разрыв передней связки колена, от которой восстанавливался почти 9 месяцев. Он вернулся в игру в начале 2015 года, забив 3 гола в группе А в 9 играх до конца сезона 2014/15.
Борислав хорошо начал сезон 2015/16 и стал основным игроком команды, а 8 августа 2015 забил единственный гол в важной победе со счетом 1:0 над «Черноморец» в гостях. Однако в начале сентября снова получил травму колена во время встречи молодежной сборной против Люксембурга и потерял место в основе. В конце сезона 2015/16 его контракт не был продлен.
11 октября 2016 подписал контракт с «Берое». Свои первые два гола за команду забил 17 марта 2017 в матче против «Монтаны» (3:0). С начала сезона 2017/18 стал основным игроком клуба и оформил хет-трик в городском дерби с «Вереей» (6:0) 25 ноября 2018 года.
В начале 2019 года отправился в хорватский «Интер (Запрешич)», где провел полтора года, а в сентябре 2020 года в статусе свободного агента вернулся в «Левски», где на этот раз сумел стать основным полузащитником и за следующие полтора года забил 12 голов. 30 играх во всех турнирах.
14 января 2022 года расторг контракт с «Левски» по обоюдному согласию, чтобы перейти в одесский «Черноморец».

## Карьера в сборной
Выступал за юношескую и молодежную сборную Болгарии.
29 августа 2018 года Цонев получил свой первый вызов в сборную Болгарии на матчи Лиги наций УЕФА против Словении и Норвегии 6 и 9 сентября. Впрочем, на поле тогда так и не вышел и смог дебютировать за сборную только через три года — 8 сентября 2021 года, появившись в стартовом составе в товарищеском матче с Грузией (4:1).